# Liste der Biografien/Cez
Liste der Biografien |
Portal Biografien |
Personensuche
# |
A |
B |
C |
D |
E |
F |
G |
H |
I |
J |
K |
L |
M |
N |
O |
P |
Q |
R |
S |
T |
U |
V |
W |
X |
Y |
Z |
?
 
Ca |
Cb |
Cc |
Ce |
Ch |
Ci |
Cj |
Ck |
Cl |
Cm |
Cn |
Co |
Cr |
Cs |
Ct |
Cu |
Cv |
Cw |
Cy |
Cz
 
Cea |
Ceb |
Cec |
Ced |
Cee |
Cef |
Ceg |
Ceh |
Cei |
Cej |
Cek |
Cel |
Cem |
Cen |
Ceo |
Cep |
Cer |
Ces |
Cet |
Ceu |
Cev |
Cey |
Cez
Die Liste der Biografien führt alle Personen auf, die in der deutschsprachigen Wikipedia einen Artikel haben. Dieses ist eine Teilliste mit 12 Einträgen von Personen, deren Namen mit den Buchstaben „Cez“ beginnt.

## Cez

### Ceza
- Ceza (* 1976), türkischer Rapper
- Cezairli, Ezhar (1962–2021), deutsch-türkische Zahnärztin, Kulturaktivistin, Mitglied der Deutschen Islamkonferenz und Kommunalpolitikerin
- Cezanne, Jörg (* 1958), deutscher Politiker (Die Linke), MdB
- Cézanne, Paul (1839–1906), französischer MalerPaul Cézanne (1839–1906)

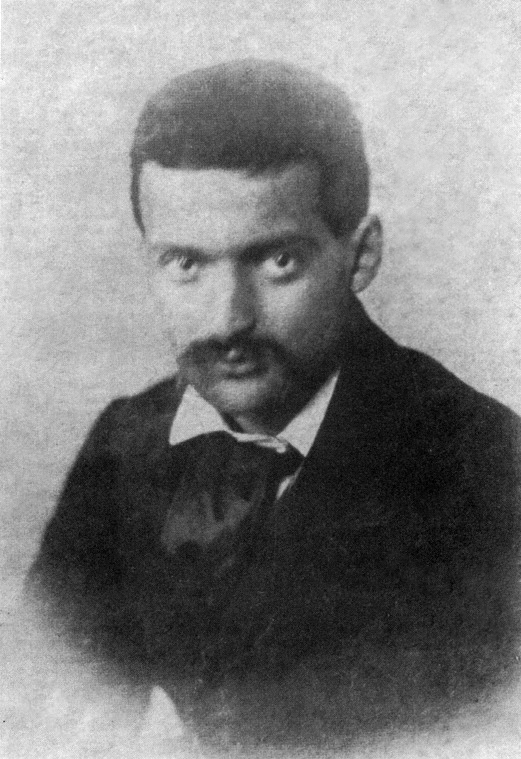
Paul Cézanne (1839–1906)

- Cezanne, Wolfgang (* 1943), deutscher Wirtschaftswissenschaftler
- Cezar (* 1980), rumänischer Countertenor
- Cezar Costa, Paulo (* 1967), brasilianischer Geistlicher und römisch-katholischer Erzbischof von Brasília
- Cezayirli Gazi Hasan Pascha (1713–1790), osmanischer Seeoffizier, Heerführer und Politiker

### Ceze
- Cezelli, Françoise de (1558–1615), französische Kriegsheldin

### Cezi
- Cezinando (* 1995), norwegischer Rapper und Songwriter
- Cezîrî, Melayê (1570–1640), kurdischer Schriftsteller, Poet und Mystiker

### Cezz
- Cezzâr Ahmed Pascha († 1804), osmanischer Herrscher von Akkon und Galiläa